# Príncipe del Said

Estandarte Real del Príncipe del Sa'id.

Príncipe del Sa'id ( en árabe: أمير الصعيد‎ Amīr as-Ṣaʻīd [ʔæˈmːiɾ ɑs.sˤɑˈʕiːd] ) fue el título utilizado por el heredero aparente del trono egipcio antes de la abolición de la monarquía tras la Revolución egipcia de 1952 . El título se traduce como Príncipe del Alto Egipto .

## Fondo
El título fue utilizado por primera vez por el hijo y heredero de Fuad I, Farouk Agha, quien fue nombrado oficialmente Príncipe de Sa'id el 12 de diciembre de 1933. El título que se le dio a Farouk Agha con la compra a su nombre de 3.000 feddans de las mejores tierras agrícolas. Farouk Agha mantuvo el título hasta que ascendió al trono como Farouk I tras la muerte de su padre el 28 de abril de 1936.
Dado que el título solo se concedió a los herederos aparentes, el sucesor de Farouk I como heredero, Mohammed Ali Tewfik, no lo recibió porque era presunto heredero . La siguiente persona en ostentar el título fue el primer (y único) hijo de Farouk I , Ahmad Fuad . Ocupó el título inmediatamente después de su nacimiento el 16 de enero de 1952, ya que era el heredero aparente de su padre Farouk I. Sin embargo, solo lo ocupó muy brevemente, ya que ascendió al trono como Fuad II tras la abdicación forzada de su padre el 26 de julio de 1952.
El título nunca se ha utilizado desde entonces, ya que la monarquía egipcia fue abolida el 18 de junio de 1953. El hijo mayor de Fuad II, Muhammad Ali (nacido el 5 de febrero de 1979) es llamado Príncipe de Sa'id . Sin embargo, dado que la monarquía ya no existe en Egipto, el título no tiene valor legal, sino que se usa como una forma de cortesía .